# Mariborski park
Mariborski park je park, ki leži severno od starega mestnega jedra v Mariboru. Danes obsega celotni park območje okrog 54 ha. Nahaja se severno od samega mestnega centra. Že od same "ustanovitve" je  priljubljena točka za oddih ali rekreacijo. V njem se zbirajo starši s svojimi otroci, upokojenci, mladina, hkrati pa predstavlja mesto rekreacije za dijake bližnjih srednjih šol. V parku se nahaja tudi otroško igrišče, akvarij-terarij in paviljon, kjer spomladi in poleti prirejajo dopoldanske koncerte.

## Zasnova parka
Zasnova parka ima srednjeveško osnovo, ki je nastala na severnem zgornjem robu ob gozdnem zaledju. Oblikovali so jo trije ribniki in struga obdana s kostanjevim in orehovim drevoredom, ki je dovajal vodo v obrambni jarek. Jarek so kasneje zasuli, vodo pa speljali v strugo potoka na katerem so v spodnjem delu uredili manjši ribnik. Po načrtih arhitekta dr. Feldbacherja so leta 1879 park dokončno uredili. Parkovna zasnova je razdeljena v več delov:
- Mestni park
- Kalvarija
- Trije ribniki (Badlovo in Grajski log)
- Piramida

Zasnovo oblikuje poudarjen osrednji del z drevoredom in cvetlično gredo ovalne oblike v sredini, ter omrežje svobodno oblikovanih poti med katerimi so jase. Parkovno drevje raste v skupinah po tratnih površinah, ob njihovem robu ter ob poteh. 
Kljub kasnejšim preureditvam je park ohranil vse kvalitete prvotnega historičnega koncepta oblikovanja v krajinskem slogu.

## Drevje v parku
V parku raste okoli 100 vrst domačih in tujih listavcev (Rogovilar Gymnocladus, Pavlovnija Paulownia, Lyrodendron, Sofora Sophora in drugi), veliko iglavcev (Sekvoja Sequoia, Japonski macesen Larix kaempferi, Cemprin Pinus cembra, Čuga Tsuga in drugi). Na južnih pobočjih Kalvarije in Piramide raste vinska trta, drugod pa so parkovne površine.
Posebnost mariborskega parka je osamljeno drevo v mariborskem Mestnem parku.

## Zgodovina parka
19. julija 1871 je mestna občina (župan je bil dr. Matija Reiser) kupila večji del zemljišča (stari park, desno od promenade) od grofa Ferdinanda Brandisa. Prvi del parka je zasadil po pogodbi graški vrtnar Marauschegg leta 1872 od sedanje Maistrove ulice do severnega konca kostanjevega drevoreda.
Nasadili so ga v letih 1871/1883/1889 ob drevoredu, ki se je vil od gradu do pristave pod Piramido. V tistem času so mnoge mestne ulice poživljali kostanjevi drevoredi in posebnost je bil - in je še danes - Tomšičev drevored. V park so proti koncu 19. stoletja vključili tudi območje Treh ribnikov, leta 1890 pa je bil zgrajen glasbeni paviljon. Ulično zelenje se z mestnim parkom še zmeraj povezuje prav od središča mesta, prek Treh ribnikov pa se izteka v gozdove za Piramido in Kalvarijo.
Leta 1998 je bilo ob 100-letnici mariborskega olimpionika Leona Štuklja v parku posajenih 100 novih dreves.
Park krasijo tudi skulpture in fontane. V manjšem delu parka je urejeno otroško igrišče.

## Spomeniki v parku
V različnih obdobjih je v parku bilo postavljenih več spomenikov, od katerih sta ohranjena dva.  Na južnem robu parka stoji spomenik borcev za severno mejo (Dušan Tršar), na severnem pa spomenik majniški deklaraciji, ki je med prvo svetovno vojno utemeljila slovensko državnost. 

## Mestni akvarij v Mariboru
Objekt, ki je sedaj mestni akvarij, je bil zgrajen v začetku dvajsetih let dvajsetega stoletja kot kavarna, že 57 let pa se nahaja v mestnem parku ter predstavlja že skoraj njegov zaščitni znak. Med Mariborčani in turisti je zelo priljubljen, zanimiv je za otroke kot tudi za odrasle in je eden izmed najbolj znanih akvarijev in terarijev v južni in srednji Evropi. Uvrščen je v vse registre pomembnih evropskih in svetovnih akvarijev in živalskih vrtov. Akvarij-terarij velja za enega najlepših v širšem prostoru.

## Trije ribniki
Skozi mestni park in ob njem vodita med Mestnim vrhom (348m) in Piramido (386 m) cesti do Treh ribnikov. V preteklosti so bili ribniki vodni rezervati, iz katerega se je po potrebi napajal mestni obrambni jarek, pozneje so postali cilj popoldanskih sprehodov. Najnovejša ureditev okolice Treh ribnikov je povezala Mestni park in gričevnato pokrajino Slovenskih goric.

## Rožni grič
Posebnost parka je tudi umetno navoženi Rožni grič z dvema litoželeznima stebroma, ki sta ostanka mestne oljne ulične razsvetljave.

## Promenada
Skozi park vodi sprehajalce široka promenada, ki je bila prvič osvetljena leta 1926. Načrte za njeno ureditev je v petdesetih letih izdelal arhitekt Ljubo Humek. V osemdesetih letih so jo podaljšali vse do zgornjega ribnika. Sprehajališče ob ribnikih so uredili po idejah arhitekta Boruta Pečenka, arhitekta Toma Pirkmajerja, magistra Nika Stareta ter gospoda Jožeta Požauka. Omenjeni so leta 1986 prejeli Plečnikovo nagrado. Tako je bil izdelan načrt krajinske ureditve tudi za ožje območje Treh ribnikov. Leta 1981 je bilo to okolje tudi urejeno, s čimer so se izredno povečale parkovne površine.
Zanimivost je tudi, da je ZUM predvideval tudi zasaditev visokih dreves, da bi z njimi zakrili pogled na črne gradnje na hribu za Tremi ribniki.